# Peret: jo soc la rumba
Peret: jo soc la rumba és una pel·lícula documental espanyola del 2019 escrita i dirigida per Paloma Zapata, sobre el cantant Pere Pubill i Calaf Peret. S'ha rodat en català i castellà.

## Sinopsi
El documental mostra un retrat íntim del cantant de rumba catalana Peret, en complir-se 50 anys de l'èxit Borriquito. Amb la veu narradora d'Andreu Buenafuente i la complicitat dels seus nets i amics com el Petitet, Justo Molinero i el seu sastre del barri de Sant Antoni, relata la seva "vida de pel·lícula" amb material d'arxiu i dramatitzacions des dels corrals de Mataró al carrer de la Cera del Raval de Barcelona, el bombardeig de 1938 en el qual un Peret de tres anys, la seva àvia i dos de les seves ties van resultar ferits lleus. els seus inicis com a venedor ambulant, els "bolos" pels turistes de Calella, la creació de la rumba catalana tot barrejant Pérez Prado amb Elvis Presley, l'èxit del Borriquito i les gires internacionals, la seva participació al Festival de la Cançó d'Eurovisió 1974 amb Canta y sé feliz, el seu retir per convertir-se en pastor evangelista, el seu retorn amb Los Amaya i Los Chipén. També el descriu com una mentalitat complexa per la tensió entre el món paio i el món gitano i l'amargor que li va produir la polèmica per la paternitat de la rumba catalana que pretenia enfrontar-lo a El Pescaílla.
També recupera un gag televisiu amb Tip y Coll en el qual la parella de còmics li demanen que demostri que és gitano, que és català i que sap tocar la guitarra, i ell respon tocant El mig amic.

## Crítiques
| «                             | "Estimable documental (...) el treball de Zapata és molt digne. I la icona de l'home que mai va morir, que estava de parranda, absolutament recognoscible." | » |
| — Javier Ocaña: Diari El País | |   |

| «                        | "Penses que la rumba fa la vida suportable? (....) Llavors segurament gaudiràs amb aquest documental (...) molta dignitat tècnica, bones imatges d'arxiu i anècdotes memorables (…) Puntuació: ★★★½ (sobre 5)" | » |
| — Yago García: Cinemanía | |   |

## Nominacions
Fou nominada al Gaudí a la millor pel·lícula documental.